# 工人阵线 (克罗地亚)
工人阵线（缩写为RF）是克罗地亚的一个左翼政党。该党成立于2014年5月9日。该党的意识形态是民主社会主义、反法西斯主义、反资本主义、社会主义女性主义、直接民主。该党实行集体领导。该党是绿色—左翼联盟的前成员。